# حماسه ۲۵۱۹
حماسه ۲۵۱۹ فیلمی به کارگردانی کامران ملکی و نویسندگی کامران ملکی، محمدرضا یحیایی و ساختهٔ سال ۱۳۷۶ است.

## داستان فیلم
در پی حمله نیروهای عراقی، ارتفاعات استراتژیک «حاج عمران» در شمال غرب ایران موسوم به ۲۵۱۹ به تصرف عراق درمی‌آید و شهرهای این منطقه از جمله ارومیه دائماً زیر آتش توپخانه دشمن قرار می‌گیرد. ارتش ایران تصمیم می‌گیرد به تنهایی ارتفاعات تصرف شده را آزاد کند. در ابتدا، فرماندهی نیروی زمینی با این کار مخالفت می‌کند و معتقد است که کار بسیار مشکل و خطرناکی است و اگر ارتش در این عملیات موفق نشود، به حیثیت ارتش لطمه وارد خواهد شد. ولی فرمانده لشکر ۶۴ ارومیه اعتقاد دارد که این کار عملی است. پس از مشورت‌های بسیار با فرماندهان، مجوز شروع این عملیات صادر می‌شود و مدتی بعد نیروهای ارتش ایران با عنوان «کربلای ۷» در هوای بسیار سرد و برف و شبانه وارد عملیات می‌شود. ناگهان بهمن بسیار بزرگی شروع به حرکت می‌کند و همه تجهیزات ارتش به همراه تعدادی از نیروهای ایرانی زیر بهمن می‌روند. در حالی که نیروهای باقی مانده قصد عقب نشینی دارند متوجه می‌شوند که بهمن، پیکر تعدادی از رزمندگان سپاه را که پیش از آنها در ارتفاعات به جنگ با عراقی‌ها رفته و شهید شده بودند با خود به پایین آورده است. در نهایت مجدداً عملیات بازپس گیری مناطق از سر گرفته شود. در شرایط بسیار دشوار برف و یخبندان، نیروهای ارتش به پیشروی ادامه می‌دهند و سنگرهای عراقی را یکی پس از دیگری تصرف می‌کنند و در نهایت ارتفاعات به تصرف نیروهای ارتش درمی آید...

## بازیگران
- احمد دلیریان
- غلامرضا خدادادی
- ناصر رضوانی
- مجید توسلی
- احمدقاسم گودرزی
- محمد حجت پناه
- داوود ذوالفقاری
- محمود خدادادیان
- امیر داریوش
- حمیدرضا اکبرنژاد
- غلامرضا پرمهر
- بشیر مالمیر
- مهدی شیبانی
- خلیل زمانی
- رضا مقصودی
- محمد اصغری
- جواد دائم الخدمه
- سعید صنایعی ماتک
- حسین گلرخ صیقلان
- سرخوش شهبازی
- علیرضا علی‌پور
- توکل ترابی
- فیروز دانسته پور
- کریم بادبان
- مجید عزیزی زاده
- ایرج فلاح
- مسعود باغبانی
- محمد ملکی
- علی براتلو
- محمدرضا غنی کوشان
- مصطفی پاشایی
- مسعود بزرگی نژاد
- هادی رحیمی
- محمدتقی حسامی نیا
- طاهر ولی پور
- علی اصغر مقدمی
- علی فیروزسالار
- حسین تقوی
- محمدعلی مرادی
- جواد صمیمی
- حسین خدابنده لو
- ایرج میرزایی
- فیروز وهاب زاده
- حسین ربیعی
- رحیم عادلی